# Кондреа (Галац)
Кондреа (рум. Condrea) насеље је у Румунији у округу Галац у општини Умбрарешти. Oпштина се налази на надморској висини од 31 m.

## Становништво
Према подацима из 2002. године у насељу је живело 660 становника, од којих су сви румунске националности.